# Chen Jin
Chen Jin (n. 10 ianuarie 1986, Handan⁠(d), Republica Populară Chineză) este un jucător de badminton ce a reprezentat Republica Populară Chineză, medaliat olimpic. A participat la 2 ediții ale Jocurilor Olimpice (2008, 2012) în care a câștigat 1 medalie de bronz.